# Billy Ray Gallion
Billy Ray Gallion er en 
amerikansk skuespiller. Han  spillede Randy i American Broadcasting Companys Lost, og figurerede i afsnittene "Walkabout," "Everybody Hates Hugo," "Tricia Tanaka Is Dead" og "The Beginning of the End."